# Sierra de Guadarrama
Sierra de Guadarrama er en bjergkæde i Spanien som går over det halve af Sistema Central (en bjergkæde på midten af Den iberiske halvø), beliggende mellem Sierra de Gredos i provinsen Ávila, og Sierra de Ayllón i provinsen Guadalajara. Bjergkæden strækker sig retningen sydvest - nordøst, mod Madrid i syd, og mod provinserne Ávila og Segovia i nord. Hele bjergkæde måler omkring 80 km i længden, og den højeste top, Peñalara, når op til 2.430 moh. I 2013 blev nationalparken Sierra de Guadarrama National Park oprettet i området.
Væksten domineres af store pinjeskove (pino silvestre) og i de lavere dele egeskove. På bjergtoppene er det buskvegetation.
Bjergkædens nærhed til Madrid gør at området er godt besøgt. Området krydses af flere bjergpas og flere jernbanelinjer. Infrastrukturen for turismen er vel udbygget og de forskellige sportsaktiviteter kan påvirke naturområdet negativt. Her ligger blandt andet skistederne Navacerrada, Cotos og Valdeski.

## Eksterne kilder og henvisninger
- Wikimedia Commons har flere filer relateret til Sierra de Guadarrama
- Tysk websted om bjergene Arkiveret 26. marts 2016 hos  Wayback Machine

40°51′00″N 3°57′00″V / 40.850°N 3.950°V